# Eckhardt Sándor (orvos)
Eckhardt Sándor (Budapest, 1927. március 14. – Budapest, 2016. november 1.) Széchenyi-díjas orvos, onkológus, farmakológus, a Magyar Tudományos Akadémia rendes tagja. Fő kutatási területe a daganatos megbetegedések prevenciós és terápiás módszertana, 1971 és 1992 között az Országos Onkológiai Intézet főigazgatója volt. Eckhardt Sándor (1890–1969) irodalomtörténész, nyelvész fia.

## Életútja
Római katolikus aradi származású kispolgári értelmiségi családban született. Apja, Eckhardt Sándor (1890–1969), irodalomtörténész, nyelvész, egyetemi tanár, a Magyar Tudományos Akadémia tagja, az irodalomtudományok doktora (1955), anyja, Huszár Irén (1900–1987) volt. Apai nagyszülei Eckhart Ede, takarékpénztári igazgató, és Gebhardt Teréz (*1863.–†Budapest, 1939. február 28.) voltak.
A budapesti Pázmány Péter Tudományegyetem orvosi karára iratkozott be, majd 1951-ben szerezte meg orvosi oklevelet az immár önállósult Budapesti Orvostudományi Egyetemen. Ezt követően rövid ideig az egyetem II. számú belgyógyászati klinikáján dolgozott, s 1955-ben belgyógyászi szakképesítést is szerzett. 1953-tól azonban már az Országos Onkológiai Intézet munkatársa volt, később adjunktusi, majd főorvosi kinevezést kapott, 1971-ben pedig igazgató főorvos lett. 1977 és 1992 között főigazgatóként irányította az intézet munkáját, majd nyugdíjba vonulását követően szaktanácsadóként segítette az ott folyó tudományos munkát. Az 1970-es évektől tartott előadásokat az Orvostovábbképző Intézetben, ahol 1977-től az általa alapított klinikai onkológiai tanszék professor emeritusaként oktatott. 1964-ben védte meg az orvostudomány kandidátusa, 1984-ben akadémiai doktori értekezését.

## Munkássága
Kimagasló eredményeket ért el a rákszűrés, a daganatos megbetegedések kemo- és immunterápiás módszereinek fejlesztésében, valamint a belgyógyászati onkológiában. Nevéhez fűződik annak felismerése, hogy a sejtosztódást – így a rákos sejtek szaporodását – gátló cukoralkoholok, különösen a dibróm-hexitek közé tartozó mielobromol és elobromol hatékonyan alkalmazhatóak a rákbetegségek kezelésére (a mielobromoltartalmú gyógyszereket ma is világszerte használják).

## Társasági tagságai és elismerései
1985-ben a Magyar Tudományos Akadémia levelező, 1990-ben rendes tagjává választották. 1978 és 1982 között a Magyar Onkológusok Társaságának főtitkára, illetve elnökségi tagja, 1985-től 1990-ig az Egészségügyi Tudományos Tanács elnökségi tagja volt. Több nemzetközi orvosi társaság munkájában részt vett, 1984-től az Orosz Orvostudományi Akadémia tiszteleti tagja, 1988 és 1998 között a Nemzetközi Rákellenes Szövetség (Union internationale contre le cancer, UICC) elnökségi tagja, 1990–1994 között a szervezet elnöki tisztét töltötte be. Közreműködött az Egészségügyi Világszervezet rákszakértői bizottságának munkájában is. 1999-től a Szent István Akadémia tagja volt.
1980-ban Állami Díjat kapott az onkológiai ellátás és kutatás szervezése terén elért jelentős hazai és nemzetközi eredményeiért. 1994-ben Széchenyi-díjat vehetett át az orvostudomány, a gyógyítás és az oktatás terén végzett magas színvonalú, példa értékű, nemzetközileg is elismert eredményeket elérő életútja elismeréseként. 2003-ban a Magyar Köztársasági Érdemrend középkeresztjével tüntették ki.

## Főbb művei
- A nyirokcsomók daganatai. Budapest, Akadémiai, 1965, 326 p. (Kellner Bélával és Lapis Károllyal)
Németül: Lymphknotengeschwülste. Budapest, Akadémiai, 1966, 355 p.
- Daganatos betegségek gyógyszeres kezelése. Budapest, Medicina, 1968, 299 p. (Sellei Kamillóval és Németh Lászlóval)
Angolul: Chemotherapy of neoplastic diseases. Budapest, Akadémiai, 1970, 323 p.
Oroszul: Лекарственное лечение опухолевых заболеваний. Budapest, Akadémiai, 1975, 412 p.
- Лечение генерализованных форм опухолевых заболеваний. Moszkva, Medicina, 1976, 390 p. (Nyikolaj Nyikolajevics Blohinnal)
- Klinikai onkológia. Szerk. Eckhardt Sándor. Budapest, Medicina, 1977, 489 p.
- Modern daganatterápia. Budapest, Medicina, 1982, 136 p.
- A rákmegelőzés lehetőségei, különös tekintettel a dohányzásra. Budapest, 1989.
- Onkológia. Budapest, Springer Hungarica, 1993, 149 p.

## További irodalom
- Interjú Eckhardt Sándorral
- Beszélgetés Eckhardt Sándorral